# Manma
Manma (en népalais : मान्मा) est une municipalité du Népal, chef-lieu du district de Kalikot. Au recensement de 2011, elle comptait 9 094 habitants.